# Jennifer Beals
Jennifer Beals (Chicago, 19 december 1963) is een Amerikaanse actrice.

## Biografie
Jennifer Beals, dochter van een Afro-Amerikaanse vader en een Ierse moeder, was in haar tienerjaren fotomodel. Daarnaast volgde zij met succes een opleiding aan de Yale-universiteit. Haar doorbraak als actrice was haar hoofdrol in de kaskraker Flashdance uit 1983. Deze rol vervulde ze tijdens haar studie. Na haar opleiding aan Yale trad ze in 1986 in het huwelijk met onafhankelijk filmmaker Alexandre Rockwell. Na Flashdance heeft ze in bijna vijftig kleinere en onafhankelijke films gespeeld, een aantal van de hand van Rockwell. Het grote publiek was haar min of meer vergeten totdat ze in het begin van 2004 opdook in een van de hoofdrollen van de televisieserie The L Word. Sinds zij daarin de rol van lesbische museumdirecteur Bette vervult, heeft zij zich actief ingezet voor de strijd om emancipatie en acceptatie van lesbische vrouwen in Amerika. Beals is na een scheiding van Rockwell in 1996, in 1998 opnieuw getrouwd met een Canadese zakenman. Samen hebben zij een dochter.

## Filmografie (selectie)
- 1983: Flashdance[2]
- 1983: Maniac – Michael Sembello (videoclip)
- 1985: The Bride
- 1985: Cinderella (tv)
- 1988: Split Decisions
- 1989: Vampire's Kiss
- 1991: Blood and Concrete
- 1992: In the Soup
- 1992: Indecency
- 1993: Caro diario
- 1993: The Night Owl
- 1994: Mrs. Parker and the Vicious Circle
- 1995: Four Rooms
- 1995: Let It Be Me
- 1995: Devil in a Blue Dress
- 1995: The Thief and the Cobbler
- 1997: Wishful Thinking
- 1997: The Twilight of the Golds
- 1998: The Prophecy II
- 1998: The Spree
- 1998: The Last Days of Disco
- 2000: Without Malice (tv)
- 1999: Fear of Flying
- 2000: A House Divided (tv)
- 2000: Militia
- 2001: Out of Line
- 2001: The Anniversary Party
- 2001: After the Storm (tv)
- 2001: The Feast of All Saints (tv)
- 2002: 13 Moons
- 2002: Roger Dodger
- 2002: They Shoot Divas, Don't They? (tv)
- 2003: Runaway Jury
- 2004: The L Word (tv)
- 2004: Catch That Kid
- 2005: Desolation Sound
- 2006: The Grudge 2
- 2006: Troubled Waters
- 2007: My Name Is Sarah (tv)
- 2009: Joueuse
- 2010: The Book of Eli
- 2010: The Night Before The Night Before Christmas
- 2013: Cinmanovels
- 2017: Taken (tv serie)
- 2019: The Hive (aangekondigd)[3]
- 2021-2022: The Book of Boba Fett (tv-serie)